# Персивал проктор МК 3
Персивал проктор МК 3  је британски једномоторни, вишеседи, нискокрилни авион са затвореном кабином, који се користио као авион за обуку и везу у току и након Другог светског рата. Производио се у периоду од 1939. до 1950. године, а произведено је укупно 1.143 авиона. Користио се од 1939. до 2017 (регистрован у цивилном регистру).

## Пројектовање и развој
Авион Персивал проктор је пројектовао инж. и пилот Едгар Персивал на основу свог већ прослављеног цивилног авиона Vega Gull сагласно захтеву 20/28 које је издало Министарство ваздухопловства Велике Британије у коме су специфицирани параметри за авион намењен обуци радио оператера и навигатора а за потребе РАФ и британске ратне морнарице. Прототип овог авиона је полетео 8. октобра 1939. године а прве испоруке су уследиле већ до краја исте године. Био је то нискокрилни конзолни једномоторни једнокрилац дрвене конструкције са линијским ваздухом хлађеним моторм са шест цилиндра окренутих надоле de Havilland Gipsy Queen II снаге 210 KS.

## Технички опис
Труп му је правоугаоног попречног пресека, са полукружном горњом страном. Носећа структура трупа авиона је била направљена као дрвена решеткаста конструкција. Предњи део трупа где се налазио мотор, био је пресвучен алуминијумским лимом, а остатак трупа био је обложен дрвеном лепенком. У трупу се налазила кабина са три или четири седишта у зависности од типа авиона, постављена једно поред другог. Кабина је била затворена покривена великом стакленом површином која је омогућавала изванредну прегледност околине авиона. Авион је имао једноструке или дупле команде, инструмент табла је била јединствена а користила су је оба пилота. Са обе стране ове кабине су се налазила врата која су се отварала ка споља и служила су за улаз и излаз пилота из кабине преко крила. На вратима су се налазили шибер прозори који су омогућавали лако проветравање пилотске кабине.
Авион је најчешће био опремљен ваздухом хлађеним линијским шестоцилиндричним мотором, de Havilland Gipsy Queen II снаге од 157 kW. Носачи мотора су направљени од заварених танкозидих челичних цеви. Издувне цеви из цилиндара мотора су изведене кроз капотажу мотора на трбух авиона. На вратилу мотора је била причвршћена двокрака, вучна, дрвена елиса De Havilland PD30-211-1, непроменљивог корака и пречника 2,1 m.
Крила авиона Персивал проктор су имала трапезаст облик а нападна ивица је управна у односу на труп авиона. Технолошки су крила подељена у три дела. Први део је заједнички са трупом - центроплан, тај део крила је правоугаоног облика, носећа конструкција је од дрвета и представља јединствену целину са конструкцијом трупа авиона. За овај део крила су причвршћени точкови, облога му је од дрвене лепенке а на део крила ближе трупу преко лепенке су залепљене гумене траке или су направљени специјални степенсти ногоступи које онемогућавају клизање посаде када се преко крила пењу у авион. 
Друга два конзолна дела крила су трапезног облика са полукружним крајем, била су причвршћена за центроплански део крила и на њима су се налазила закрилца и елерони. Конструкција ових делова крила је дрвена са две рамењаче а облога од импрегнираног платна. Покретни делови крила (закрилца и елерони) су направљени као дрвена конструкција обложена импрегнираним платном. Предвиђено је да се ови делови крила веома лако при паркирању авиона могу склопити уназад према репу авиона тако да паркирани авион заузме што мање места. Ово је веома практично при транспорту и смештају авиона у хангар. У овим деловима крила су били смештени рефлектори који су олакшавали слетање при смањеној видљивости, а на крајевима су биле смештене позиционе светиљке.
Стајни трап: Aвион је имао класичан неувлачећи стајни трап са два точка опремљена гумама ниског притиска (балон гуме) напред и клавирски гумени точак на репу авиона као трећу ослону тачку авиона.

### Варијанте авиона
- P.28 Proctor I - тросед са дуплим командама намењен обуци радио оператераза/навигатора за РАФ, направљено 147 комада.
- P.28 Proctor IA - тросед са дуплим командама намењен обуци радио оператераза за британску ратну морнарицу, направљено 100 комада.
- P.29 Proctor - један авион конвертован у лаки бомбардер да носи бомбе подвешане испод крила.
- P.30 Proctor II - тросед за обуку радио оператера, направљено 175 комада (укључујући и 112 IIA за ратну морнарицу)
- P.34 Proctor III - тросед за обуку радио оператера за бомбардере, направљено 437 комада.
- P.31 Proctor IV - четвороседи авион за обуку радио оператера са повећаним трупом, направљено 258 комада.
- Proctor 5 - лаки четороседи авион за цивилну употребу РАФ-ова ознака Proctor C.Mk 5, направљено 150 комада.
- Proctor 6 - хидроавион са пловцима, направљен 1 комад.
- P.46 - авион Proctor IV са новим крилима произвео га је Heston Aircraft.

## Земље које су користиле Авион Персивал проктор
| - Аустралија - Белгија - Канада - Данска - Француска - Италија - Јордан - Либан | - Холандија - Пољска - Сирија - Чехословачка - Велика Британија - САД - Југославија |

## Оперативно коришћење
Авион Персивал проктор се производио у периоду од 1939. до 1950. године и то у две фирме: Percival Aircraft Ltd. и F. Hills & Sons Ltd., а укупно је произведено 1.143 авиона свих модела. За време рата ови авиони су коришћени за намену за коју су и пројектовани, служили су за обуку радио оператера и навигатора за потребе Краљевског ратног ваздухопловства и ратне морнарице. По завршетку рата настављено је њихово коришћење за исте сврхе али у знатно мањем броју па су војни вишкови ових авиона продати. Неки авиони су претворени у туристичке авионе, авиони са дуплим командама су послужили за обуку спортских пилота, у Аустралији су ови авиони коришћени за службу "летећи доктори".
После рата се производио четвороседи авион Проктор 5 намењен цивилној употреби. Произведен је у 150 примерака. Направљен је још један авион Проктор 6 као хидроавион са пловцима али је остало само на томе јер га тржиште није прихватило. Војна употреба овог авиона је престала 1955. године а цивилна је трајала све до 1971. године, мада се и данас у свету могу наћи летећи примерци ових авиона. Сачувани примерци ових авиона се чувају као музејски експонати по значајним ваздухопловним музејима у свету.

## Авион Персивал проктор у Југославији
Два авиона овог типа Врховни штаб НОВЈ је добио од РАФ у лето 1944. године за опремање ескадриле за везу. У саставу ескадриле за везу били су стационирани на аеродрому на острву Вису све до новембра месеца 1944. године када су пребазирани на земунски аеродром. Трећи авион овог типа добијен је априла 1945. године као поклон Маршалу Титу. У служби југословенског ратног ваздухопловства ови авиони су се задржали све до 1948. године када су расходовани.